# Josef Fiedler (učitel)
Josef Maria Fiedler (25. září 1858 Neustupov – 5. prosince 1937 Litoměřice) byl česko-německý učitel a vlastivědec známý především jako autor vlastivědné knihy Heimatskunde des politischen Bezirkes Schluckenau.

## Život a dílo
Narodil se jako Josef Maria Swoboda ve středočeském Neustupově v rodině židovského obchodníka Floriana Swobody a Marie Swobodové jako čtvrté z devíti dětí. Roku 1878 dokončil čtyřletý učitelský ústav v Českých Budějovicích. Téhož roku začal pracovat jako pomocný učitel ve Starých Křečanech, a to až do roku 1883. V této době začal používat příjmení po dědečkovi (Fiedler) a roku 1882 konvertoval od židovského vyznání k římskokatolickému vyznání. Neznámého roku se oženil s Mariou Annou, narozenou v roce 1857 ve Vlčí Hoře. Roku 1883 vyučoval několik měsíců v Novém Hraběcí a v letech 1883 až 1894 v Brtníkách. Během brtnického působení napsal řadu vlastivědných článků pro Rumburger Zeitung a roku 1888 vydal knihu Beiträge zur Geschichte des Industieortes Zeidler (Příspěvky k dějinám průmyslového místa Brtníky). V letech 1894 až 1905 působil jako učitel ve Velkém Šenově, z toho v letech 1904 až 1905 jako řídící učitel. Během působení ve Velkém Šenově napsal své stěžejní dílo Heimatskunde des politischen Bezirkes Schluckenau (Vlastivěda politického okresu Šluknov), které vyšlo tiskem roku 1898. Fiedlerova manželka byla od června 1905 až do své smrti 10. června 1906 hospitalizována v psychiatrické léčebně v Kosmonosích. Patrně z tohoto důvodu byl Fiedler od srpna 1905 uvolněn z dosavadní pozice. Po smrti své ženy nastoupil jako řídící učitel v Novém Hraběcí, kde působil od roku 1906 až do svého odchodu do penze v roce 1922. Roku 1919 se podruhé oženil s Annou Ludmilou Čupíkovou narozenou roku 1869 v Dubé. Po odchodu do důchodu se Fiedlerovi odstěhovali do Rožan a roku 1927 se přestěhovali k příbuzným do Lovosic. Josef Fiedler byl poté aktivní v různých spolcích, cestoval do zahraničí a pracoval na vlastivědné knize Die älteste Geschichte des Niederlandes (Nejstarší dějiny Dolní země), která však zůstala pouze v rukopisu.
Josef Maria Fiedler zemřel na následky zlomeniny nohy a souvisejících komplikací s cukrovkou v litoměřické nemocnici 5. prosince 1937 ve věku 79 let. Pohřben byl na hřbitově v Lovosicích, hrob se však nedochoval. Jeho druhá manželka Anna Ludmila jej přežila o šest let. Obě Fiedlerova manželství zůstala bezdětná.